# Mars (Loire)
Mars település Franciaországban, Loire megyében. Lakosainak száma 560 fő (2022. január 1.). Mars Écoche, Villers, Coublanc, Arcinges, Chandon, Cuinzier, Maizilly és Saint-Denis-de-Cabanne községekkel határos.

## Népesség
A település népességének változása:
| Lakosok száma | 504  | 524  | 533  | 553  | 558  | 557  | 560  | 570  | 571  | 560  |
|               | 1968 | 1982 | 1990 | 2006 | 2013 | 2015 | 2017 | 2019 | 2020 | 2022 |